# 第12回サテライト賞
12th Satellite Awards

2007年12月16日
ドラマ映画賞: 

 ノーカントリー 
ミュージカル・コメディ映画賞: 

 JUNO/ジュノ 
ドラマシリーズ賞: 

 デクスター 警察官は殺人鬼 
ミュージカル・コメディシリーズ賞: 

 プッシング・デイジー 恋するパイメーカー 
第12回サテライト賞は、2007年のテレビ、映画を対象とした賞であり、2007年12月16日に発表された。

## 受賞とノミネート一覧
太字は受賞

### 映画

#### 主演男優賞 (ドラマ映画)
- ヴィゴ・モーテンセン -  『イースタン・プロミス』
  - クリスチャン・ベール - 『戦場からの脱出』
  - ジョシュ・ブローリン - 『ノーカントリー』
  - フランク・ランジェラ - Starting Out in the Evening
  - トミー・リー・ジョーンズ - 『告発のとき』
  - デンゼル・ワシントン - 『アメリカン・ギャングスター』

#### 主演男優賞 (ミュージカル・コメディ映画)
- ライアン・ゴズリング -  『ラースと、その彼女』
  - ドン・チードル - Talk to Me
  - リチャード・ギア - 『ザ・ホークス ハワード・ヒューズを売った男』
  - ベン・キングズレー - You Kill Me
  - クライヴ・オーウェン - 『シューテム・アップ』
  - セス・ローゲン - 『無ケーカクの命中男/ノックトアップ』

#### 主演女優賞 (ドラマ映画)
- マリオン・コティヤール -  『エディット・ピアフ〜愛の讃歌〜』
  - ジュリー・クリスティ - 『アウェイ・フロム・ハー君を想う』
  - アンジェリーナ・ジョリー - 『マイティ・ハート/愛と絆』
  - キーラ・ナイトレイ - 『つぐない』
  - ローラ・リニー - 『マイ・ライフ、マイ・ファミリー』
  - ティルダ・スウィントン - Stephanie Daley

#### 主演女優賞 (ミュージカル・コメディ映画)
- エリオット・ペイジ - 『JUNO/ジュノ』
  - エイミー・アダムス - 『魔法にかけられて』
  - ケイト・ブランシェット - 『アイム・ノット・ゼア』
  - キャサリン・ハイグル - 『無ケーカクの命中男/ノックトアップ』
  - ニコール・キッドマン - 『マーゴット・ウェディング』
  - エミリー・モーティマー - 『ラースと、その彼女』

#### アニメ・ミックスメディア映画賞
- 『レミーのおいしいレストラン』
  - 『300 〈スリーハンドレッド〉』
  - 『ベオウルフ/呪われし勇者』
  - 『ライラの冒険 黄金の羅針盤』
  - 『ペルセポリス』
  - 『ザ・シンプソンズ MOVIE』

#### 美術賞
- 『エリザベス:ゴールデン・エイジ』
  - 『アクロス・ザ・ユニバース』
  - 『アメイジング・グレイス』
  - 『ジェシー・ジェームズの暗殺』
  - 『ヘアスプレー』
  - 『サンシャイン 2057』

#### 撮影賞
- 『潜水服は蝶の夢を見る』 - ヤヌス・カミンスキー
  - 『アクロス・ザ・ユニバース』 - ブリュノ・デルボネル
  - 『ジェシー・ジェームズの暗殺』 - ロジャー・ディーキンス
  - 『ライラの冒険 黄金の羅針盤』 - ヘンリー・ブラハム
  - 『ゼア・ウィル・ビー・ブラッド』 - ロバート・エルスウィット
  - 『ゾディアック』 - ハリス・サヴィデス

#### 衣裳デザイン賞
- 『エリザベス:ゴールデン・エイジ』
  - 『アクロス・ザ・ユニバース』
  - 『つぐない』
  - 『宮廷画家ゴヤは見た』
  - 『ヘアスプレー』
  - 『エディット・ピアフ〜愛の讃歌〜』

#### 監督賞
- イーサン&ジョエル・コーエン - 『ノーカントリー』
  - デヴィッド・クローネンバーグ - 『イースタン・プロミス』
  - オリヴィエ・ダアン - 『エディット・ピアフ〜愛の讃歌〜』
  - アン・リー - 『ラスト、コーション』
  - シドニー・ルメット - 『その土曜日、7時58分』
  - サラ・ポーリー - 『アウェイ・フロム・ハー君を想う』

#### ドキュメンタリー映画賞
- 『シッコ』
  - 『The 11th Hour』
  - Darfur Now
  - The King of Kong
  - Lake of Fire
  - No End In Sight

#### 編集賞
- 『アメリカン・ギャングスター』
  - 『ボーン・アルティメイタム』
  - 『イースタン・プロミス』
  - 『ルックアウト/見張り』
  - 『エディット・ピアフ〜愛の讃歌〜』
  - 『ノーカントリー』

#### ドラマ映画賞
- 『ノーカントリー』
  - 『3時10分、決断のとき』
  - 『アウェイ・フロム・ハー君を想う』
  - 『その土曜日、7時58分』
  - 『イースタン・プロミス』
  - 『ルックアウト/見張り』

#### ミュージカル・コメディ映画賞
- 『JUNO/ジュノ』
  - 『ヘアスプレー』
  - 『無ケーカクの命中男/ノックトアップ』
  - 『ラースと、その彼女』
  - 『マーゴット・ウェディング』
  - 『シューテム・アップ』

#### 外国語映画賞
- 『ラスト、コーション』 -  台湾
  - 『4ヶ月、3週と2日』 -  ルーマニア
  - 『エディット・ピアフ〜愛の讃歌〜』 -  フランス
  - 『オフサイド・ガールズ』 -  イラン
  - 『永遠のこどもたち』 -  スペイン
  - Ten Canoes -  オーストラリア

#### 作曲賞
- 『君のためなら千回でも』 - アルベルト・イグレシアス
  - 『ジェシー・ジェームズの暗殺』 - ニック・ケイヴ
  - 『つぐない』 - ダリオ・マリアネッリ
  - 『イースタン・プロミス』 - ハワード・ショア
  - 『ルックアウト/見張り』 - ジェームズ・ニュートン・ハワード
  - 『レミーのおいしいレストラン』 - マイケル・ジアッキーノ

#### 主題歌賞
- "Grace is Gone" - 作詞: クリント・イーストウッド、キャロル・ベイヤー・セイガー - 『さよなら。いつかわかること』
  - "Come So Far" - 作詞: マーク・シャイマン - 『ヘアスプレー』
  - "Do You Feel Me" - 作詞: ダイアン・ウォーレン - 『アメリカン・ギャングスター』
  - "If You Want Me" - 作詞: グレン・ハンサード、マルケタ・イルグロヴァ - 『ONCE ダブリンの街角で』
  - "Lyra" - 作詞: ケイト・ブッシュ - 『ライラの冒険 黄金の羅針盤』
  - "Rise"- 作詞: エディ・ヴェダー - 『イントゥ・ザ・ワイルド』

#### 脚色賞
- 『つぐない』 - クリストファー・ハンプトン
  - 『アウェイ・フロム・ハー君を想う』 - サラ・ポーリー
  - 『君のためなら千回でも』 - デイヴィッド・ベニオフ
  - 『ラスト、コーション』 - ワン・ホイリン、ジェームズ・シェイマス
  - 『ノーカントリー』 - イーサン&ジョエル・コーエン
  - 『ゾディアック』 - ジェームズ・ヴァンダービルト

#### オリジナル脚本賞
- 『JUNO/ジュノ』 - ディアブロ・コーディ
  - 『その土曜日、7時58分』 - ケリー・マスターソン
  - 『イースタン・プロミス』 - スティーヴ・ナイト
  - 『ラースと、その彼女』 - ナンシー・オリバー
  - 『ルックアウト/見張り』 - スコット・フランク
  - 『フィクサー』 - トニー・ギルロイ

#### 音響賞
- 『ボーン・アルティメイタム』
  - 『300 〈スリーハンドレッド〉』
  - 『ライラの冒険 黄金の羅針盤』
  - 『アイ・アム・レジェンド』
  - 『エディット・ピアフ〜愛の讃歌〜』
  - 『パイレーツ・オブ・カリビアン/ワールド・エンド』

#### 助演男優賞
- ケイシー・アフレック - 『ジェシー・ジェームズの暗殺』
- トム・ウィルキンソン - 『フィクサー』
  - ハビエル・バルデム - 『ノーカントリー』
  - ブライアン・コックス - 『ゾディアック』
  - ジェフ・ダニエルズ - 『ルックアウト/見張り』
  - ベン・フォスター - 『3時10分、決断のとき』

#### 助演女優賞
- エイミー・ライアン - 『ゴーン・ベイビー・ゴーン』
  - ルビー・ディー - 『アメリカン・ギャングスター』
  - タラジ・P・ヘンソン - Talk to Me
  - シアーシャ・ローナン - 『つぐない』
  - エマニュエル・セニエ - 『エディット・ピアフ〜愛の讃歌〜』
  - ティルダ・スウィントン - 『フィクサー』

#### 視覚効果賞
- 『300 〈スリーハンドレッド〉』
  - 『ベオウルフ/呪われし勇者』
  - 『ボーン・アルティメイタム』
  - 『魔法にかけられて』
  - 『ライラの冒険 黄金の羅針盤』
  - 『トランスフォーマー』

### テレビ

#### 主演男優賞 (ドラマシリーズ)
- マイケル・C・ホール - 『デクスター 警察官は殺人鬼』
  - エディー・イザード - 『ザ・リッチズ（英語版）』
  - ヒュー・ローリー - 『Dr.HOUSE』
  - デニス・リアリー - 『レスキュー・ミー NYの英雄たち』
  - ビル・パクストン - 『ビッグ・ラブ』
  - ジェームズ・ウッズ - 『SHARK カリスマ敏腕検察官』

#### 主演男優賞 (ミュージカル・コメディシリーズ)
- スティーヴン・コルベア - 『コルベア・レポー』
  - アレック・ボールドウィン - 『30 rock』
  - スティーヴ・カレル - The Office
  - リッキー・ジャーヴェイスン - 『エキストラ:スターに近づけ!』
  - ザッカリー・リーヴァイン - 『CHUCK/チャック』
  - リー・ペイスン - 『プッシング・デイジー 恋するパイメーカー』

#### 主演男優賞 (ミニシリーズ・テレビ映画)
- デヴィッド・オイェロウォ - Five Days
  - ジム・ブロードベント - Longford
  - ロバート・リンゼイ - The Trial of Tony Blair
  - エイダン・クイン - Bury My Heart at Wounded Knee
  - トム・セレック - 『警察署長 ジェッシイ・ストーン 訣別の海』
  - トビー・スティーブンス - 『ジェイン・エア』

#### 主演女優賞 (ドラマシリーズ)
- エレン・ポンピオ - 『グレイズ・アナトミー 恋の解剖学』
  - グレン・クローズ - 『ダメージ』
  - ミニー・ドライヴァー - 『ザ・リッチズ（英語版）』
  - サリー・フィールド - 『ブラザーズ&シスターズ』
  - キーラ・セジウィック - 『クローザー』
  - ジーン・トリプルホーン - 『ビッグ・ラブ』

#### 主演女優賞 (ミュージカル・コメディシリーズ)
- アメリカ・フェレーラ - 『アグリー・ベティ』
  - ティナ・フェイ - 『30 rock』
  - アンナ・フリエル - 『プッシング・デイジー 恋するパイメーカー』
  - パトリシア・ヒートン - Back To You
  - フェリシティ・ハフマン - 『デスパレートな妻たち』
  - ジュリア・ルイス＝ドレイファス - The New Adventures of Old Christine

#### 主演女優賞 (ミニシリーズ・テレビ映画)
- サマンサ・モートン - Longford
  - エレン・バースティン - Oprah Winfrey Presents: Mitch Albom's For One More Day
  - クィーン・ラティファ - Life Support
  - デブラ・メッシング - 『スターター・ワイフ』
  - シャロン・スモール - 『リンリー警部 捜査ファイル』
  - ルース・ウィルソン - 『ジェイン・エア』

#### キャスト賞
- 『マッドメン』
  - ブライアン・バット
  - アン・デュデック
  - マイケル・グラディス
  - ジョン・ハム
  - クリスティーナ・ヘンドリックス
  - ジャニュアリー・ジョーンズ
  - ヴィンセント・カーシーザー
  - ロバート・モース
  - エリザベス・モス
  - マギー・シフ
  - ジョン・スラッテリー
  - リッチ・ソマー
  - アーロン・ステイトン

#### ドラマシリーズ賞
- 『デクスター 警察官は殺人鬼』
  - 『ブラザーズ&シスターズ』
  - Friday Night Lights
  - 『グレイズ・アナトミー 恋の解剖学』
  - 『マッドメン』
  - 『ザ・リッチズ（英語版）』

#### ミュージカル・コメディシリーズ賞
- 『プッシング・デイジー 恋するパイメーカー』
  - 『CHUCK/チャック』
  - 『エキストラ:スターに近づけ!』
  - Flight of the Concords
  - 『アグリー・ベティ』
  - 『Weeds ママの秘密』

#### ミニシリーズ賞
- 『奥さまは首相 〜ミセス・プリチャードの挑戦〜』
  - 『CIA ザ・カンパニー』
  - 『ジェイン・エア』
  - Five Days
  - 『スターター・ワイフ』

#### テレビ映画賞
- Oprah Winfrey Presents: Mitch Albom's For One More Day
  - Bury My Heart at Wounded Knee
  - Life Support
  - Longford
  - The Trial of Tony Blair
  - The Wind in the Willows

#### 助演男優賞 (シリーズ・ミニシリーズ・テレビ映画)
- デイヴィッド・ザヤス - 『デクスター 警察官は殺人鬼』
  - ハリー・ディーン・スタントン - 『ビッグ・ラブ』
  - マイケル・エマーソン - 『LOST』
  - ジャスティン・カーク - 『Weeds ママの秘密』
  - T・R・ナイト - 『グレイズ・アナトミー 恋の解剖学』
  - マシ・オカ - 『HEROES』
  - アンディ・サーキス - Longford

#### 助演女優賞 (シリーズ・ミニシリーズ・テレビ映画)
- ヴァネッサ・ウィリアムス - 『アグリー・ベティ』
  - ポリー・バーゲン - 『デスパレートな妻たち』
  - ジュディ・デイヴィス - 『スターター・ワイフ』
  - レイチェル・グリフィス - 『ブラザーズ&シスターズ』
  - ジェイミー・プレスリー - 『マイネーム・イズ・アール』
  - チャンドラ・ウィルソン - 『グレイズ・アナトミー 恋の解剖学』

## 統計

### 映画
受賞:
3 / 3 『JUNO/ジュノ』: 主演女優賞（ミュージカル・コメディ映画）、ミュージカル・コメディ映画賞、オリジナル脚本賞
2 / 6 『ノーカントリー』: 監督賞、ドラマ映画賞
1 / 2 『エリザベス:ゴールデン・エイジ』: 衣裳デザイン賞
1 / 2 『レミーのおいしいレストラン』: アニメ・ミックスメディア映画賞
1 / 3 『300 〈スリーハンドレッド〉』: 視覚効果賞
1 / 3 『ボーン・アルティメイタム』: 音響賞
1 / 3 『フィクサー』: 助演男優賞
1 / 4 『アメリカン・ギャングスター』: 編集賞
1 / 4 『ジェシー・ジェームズの暗殺』: 助演男優賞
1 / 4 『ラースと、その彼女』: 主演男優賞（ミュージカル・コメディ映画）
1 / 5 『つぐない』: 脚色賞
1 / 6 『イースタン・プロミス』: 主演男優賞（ドラマ映画）
1 / 7 『エディット・ピアフ〜愛の讃歌〜』: 主演女優賞（ドラマ映画）